# Promethei Planum
Pour les articles homonymes, voir Promethei et Planum.
Promethei Planum est un vaste plateau situé près du pôle Sud de la planète Mars. Cette structure, très allongée est-ouest (longitudes 44,12 à 127,88°, latitudes −75,82 à −85,40°), est sans doute un ancien bassin d'impact.
Dans la partie nord du plateau se trouve le cratère Liais (en), large d'environ 100 km et profond d'environ 800 m, nommé en l'honneur de l'astronome français Emmanuel Liais (1826-1900).
Les images prises par la sonde Mars Express le 22 septembre 2005 montrent que certaines parties de Promethei Planum sont recouvertes d'une couche de glace pouvant atteindre 3 500 m d'épaisseur.